# Calel Perechodnik
Calel Perechodnik est un Juif polonais né le 8 septembre 1916 à Otwock et mort entre août et septembre 1944. Il est célèbre pour son témoignage : Suis-je un meurtrier ? sur ses activités de membre de la police juive du ghetto d'Otwock.

## Biographie

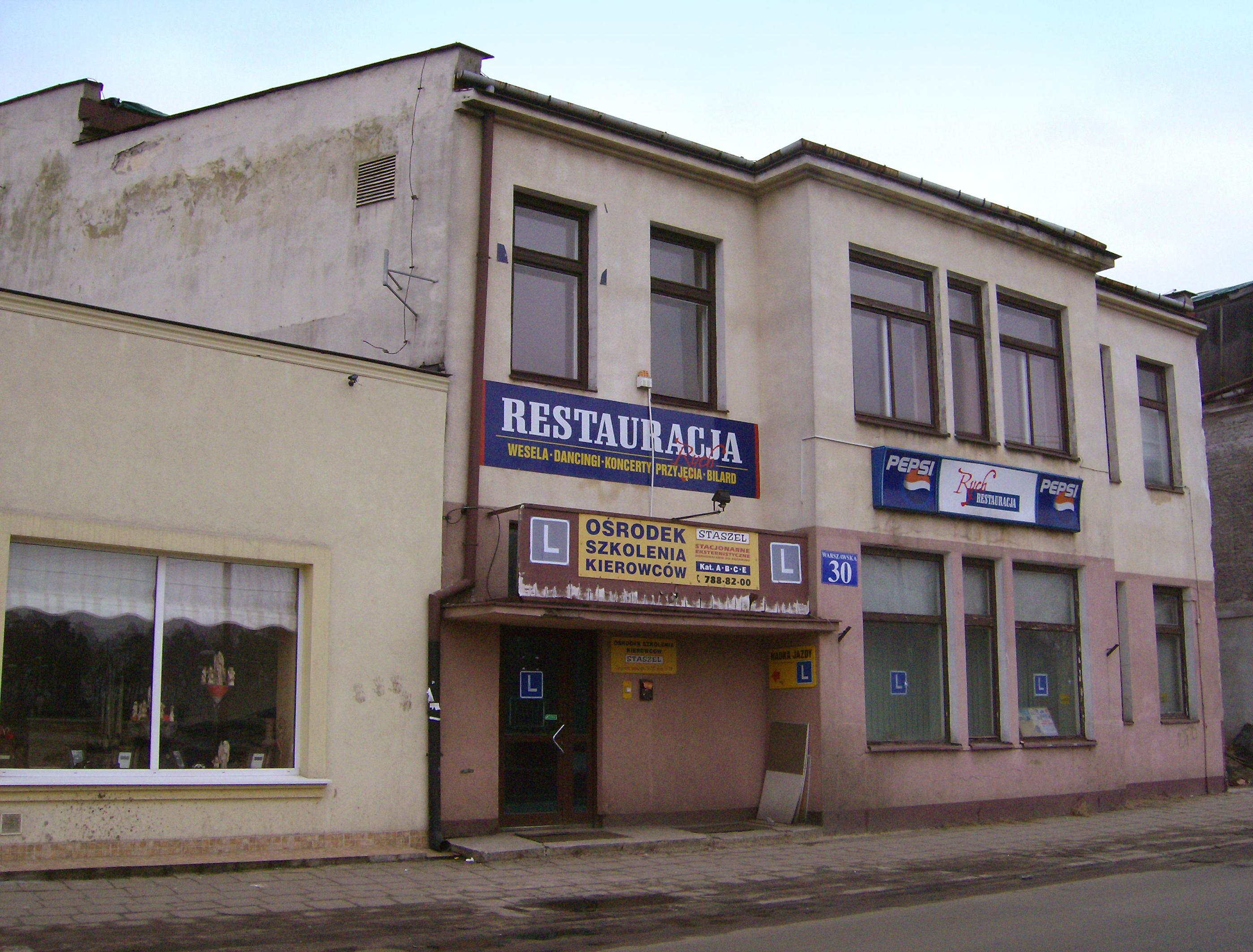
L'ancien cinéma que tenaient Calel Perechodnik et sa femme à Otwock, photographié en 2008

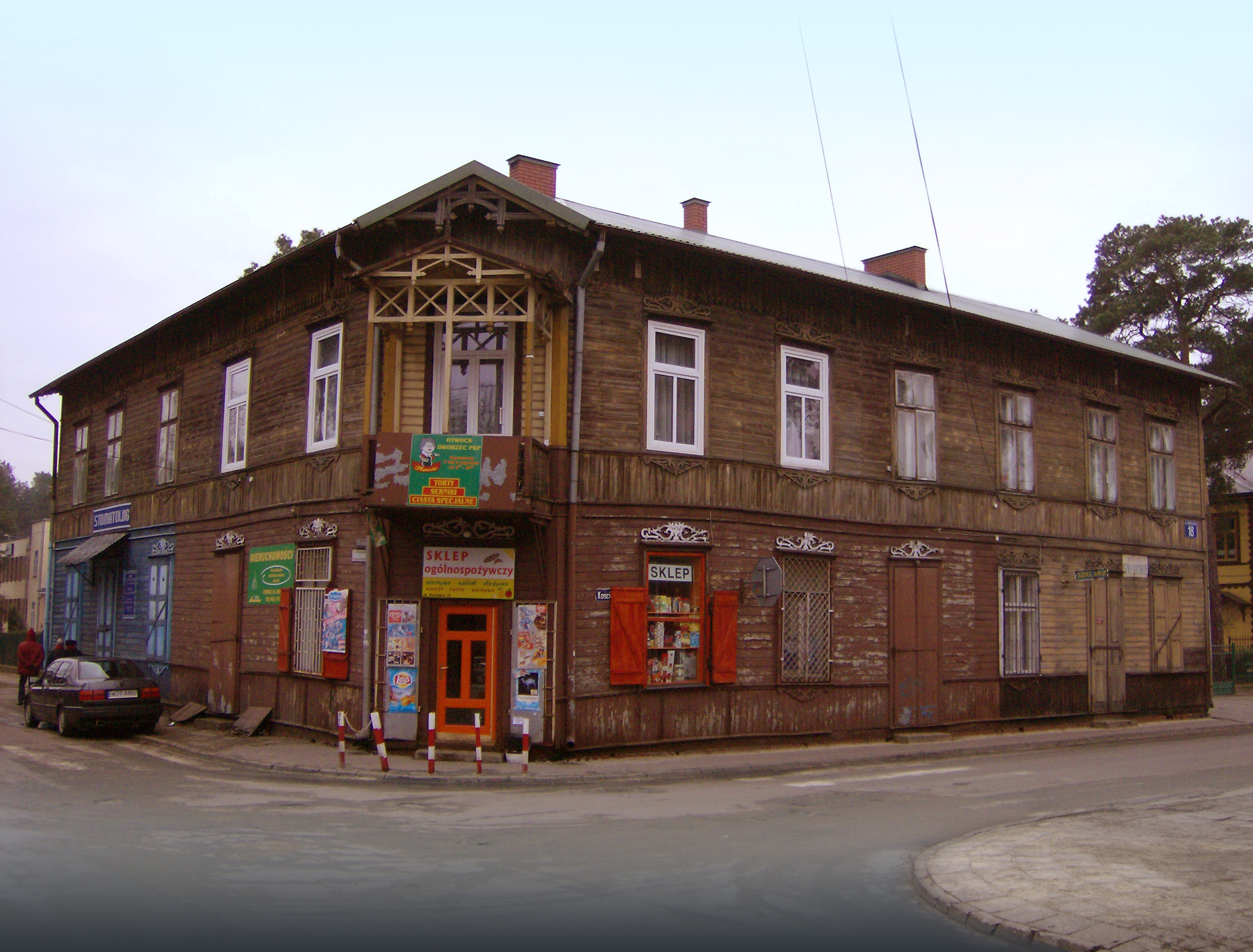
La maison où Calel Perechodnik vécut à Otwock, photographiée en 2008.

Calel Perechodnik est né dans la bourgeoisie juive polonaise assimilée. Il fait ses études à Toulouse et devient ingénieur agronome. Après s'être marié avec Chana Nusfeld, il s'installe à Otwock, au sud de Varsovie, où vit une importante communauté juive de plus de 14 000 personnes. Une petite fille Athalie, naît en 1939. Il est copropriétaire, par alliance, du cinéma l'Oasis à Otwock.
Après l’invasion allemande, la ville se retrouve au cœur du Gouvernement général de Pologne, dans le district de Varsovie. Lorsque, le 1er décembre 1940, Calel Perechodnik et toute sa famille sont obligés de quitter leur logement et de s'entasser dans le ghetto de la ville, il s’engage alors dans la « police juive » du ghetto, persuadé que cette position lui permettra de préserver les siens et lui-même. Début 1942, les nazis demandent à la police juive du ghetto de rassembler un grand nombre de Juifs en vue d'une déportation vers Treblinka. En août de la même année, une nouvelle déportation est organisée. Les autorités allemandes assurent Calel Perechodnik que sa famille sera préservée et il place lui-même sa femme et sa fille sur la grande place. Il s'agissait d'un leurre, toutes les familles sur la place sont placées dans le convoi. Elles périssent avec 8000 autres juifs d'Otwock à Treblinka.
Le 20 août 1942, il parvient à s'évader vers Varsovie. Il s'y cache avec son père, sa mère et d'autres membres de la famille dans un appartement. Bientôt, son père, Uszer Perechodnik, va se cacher ailleurs dans Varsovie (il est découvert et tué par la Gestapo le 15 septembre 1943). Le 7 mai 1943, il décide d'écrire : « Je décidai alors, très précisément le 7 mai, d'écrire mon histoire. Elle se conservera peut-être et sera transmise aux Juifs, un jour, en tant que fidèle miroir de ces temps tragiques. » (Suis-je un meurtrier?, p. 214.) Dès lors, il passe son temps à écrire. Après avoir terminé ses mémoires (son testament, qui se trouve à être la dernière entrée, est daté du 23 octobre 1943), il s'engage dans la résistance polonaise et participe à l'Insurrection de Varsovie en août 1944. À ce moment, il est déjà atteint du typhus.
Plusieurs hypothèses existent quant à sa mort. La première veut qu'après l'échec de la révolte, il se suicide, probablement au cyanure. La deuxième stipule qu'il se serait fait tuer par des pilleurs après l'Insurrection. Enfin, la dernière, qui est celle mentionnée dans la lettre d'Henryk Romanowski qui suit les mémoires, explique qu'il serait mort brûlé vif dans le bunker, incapable de s'enfuir en raison de la maladie.

## Un témoignage de grande valeur
Le témoignage de Calel Perechodnik est le seul connu d'un policier juif du ghetto. Il relate l'histoire de son auteur du début de la guerre à l'insurrection de Varsovie en 1944. Il montre que les Juifs de Varsovie prennent peu à peu conscience de ce qu'il advient d'eux dans les camps. Calel Perechodnik témoigne aussi de l'antisémitisme de la population polonaise non-juive dont certains éléments se tournent contre les juifs et aident avec une grande cruauté la gestapo. La volonté de témoigner s’accompagne du souci de conserver son manuscrit. Il veut perpétuer la mémoire de sa femme et de sa fille qu’il a lui-même conduites sur le lieu de rassemblement en vue de la déportation en pensant qu’elles auraient la vie sauve. Il dit : « je n’ai plus d’enfant, c’est mon enfant de papier qui remplace mon enfant de chair ». 
Peu avant sa mort, Calel Perechodnik transmet son manuscrit à un ami polonais, Wladyslaw Blazewski. Après la guerre, son témoignage est transmis à son frère installé en Israël. Ce dernier dépose le document original à Yad Vashem et une copie dactylographiée à l’Institut d’histoire des Juifs de Varsovie. Ce n’est que 50 ans après sa rédaction, en 1993, qu'il est édité avec un important appareil de notes, précisant ou corrigeant le récit de Perechodnik. Cependant, l’ouvrage demeure aujourd’hui encore peu connu du public.
Un des éléments capitaux de ce témoignage est qu'il explique que le principal ennemi du peuple juif à ce moment-là était lui-même. L'auteur insiste de nombreuses fois sur l'aspect passif de lui-même et des autres juifs, ce qui a facilité la tâche des Allemands pour leur extermination. Ce point de vue est évidemment loin de plaire à tout le monde et c'est sans doute pourquoi, explique la préface, le témoignage mit si longtemps à sortir de l'oubli.